# (6163) Reimers
(6163) Reimers es un asteroide que forma parte del cinturón interior de asteroides, región del sistema solar que se encuentra entre las órbitas de Marte y Júpiter, más concretamente al grupo de Hungaria, descubierto el 16 de marzo de 1977 por Hans-Emil Schuster desde el Observatorio de La Silla, Chile.

## Designación y nombre
Designado provisionalmente como 1977 FT. Fue nombrado Reimers en homenaje a Dieter Reimers, director del Observatorio de Hamburgo, es conocido por su trabajo en enanas blancas y en la pérdida de masa de estrellas gigantes frías. Jugó un papel decisivo en el uso de telescopios Schmidt para estudios de cuásar de campo amplio.

## Características orbitales
Reimers está situado a una distancia media del Sol de 1,927 ua, pudiendo alejarse hasta 2,124 ua y acercarse hasta 1,729 ua. Su excentricidad es 0,102 y la inclinación orbital 20,30 grados. Emplea 977,211 días en completar una órbita alrededor del Sol.

## Características físicas
La magnitud absoluta de Reimers es 14,3. Tiene 2,361 km de diámetro y su albedo se estima en 0,502. 